# الطبي
الطّبي (بالإنجليزية: Altibbi) هو أول موقع طبي مرخص لتوفير الرعاية الصحية الإلكترونية في الأردن، ومصر، والإمارات، والمملكة العربية السعودية، كما أنه أول منصة عربية توفر الرعاية الصحية المتخصصة بالحمل والولادة، والصحة الإنجابية. هو أيضًا أول موقع عربي شامل يصنف كواحد من أكبر المنصات الصحية الرقمية في الشرق الأوسط. أنشئ الموقع عام 2011 في عمّان، الأردن تحت إشراف جليل اللبدي ووالده الدكتور عبد العزيز اللبدي؛ إيمانًا بضرورة رفد المحتوى العلمي العربي وتعويض النقص الواضح في المصادر الطبية العربية وتسهيل إيصال وفهم المصطلحات الطبية، إلى جانب زيادة التوعية الصحية بين الناس في دول الشرق الأوسط وتعزيز مفهوم الرعاية الصحية عن بعد.
يقدم الطبي محتوى صحيًّا عربيًّا موثوقًا ويمثل مصدرًا شاملًا للمعلومات الطبية التي يحتاجها المستخدم؛ إذ يحتوي الموقع على ما يزيد عن 700 ألف صفحة طبية تشمل المقالات الطبية، وقاموس المصطلحات الطبية، وأسئلة المرضى حول المشاكل الصحية مع إجابات الأطباء، وآخر المستجدات والأخبار الطبية، وموسوعة الأدوية، وخدمة الاستشارات الطبية والدليل الطبي الذي يسهل عملية الوصول إلى الأطباء أو المراكز الصحية في مختلف أنحاء العالم.
حاز موقع الطبي على جائزة أفضل محتوى صحي رقمي في جائزة القمة العالمية، وعلى جائزة شواب لأفضل مؤسسة اجتماعية (The Schwab Foundation for Social Entrepreneurship).

## التاريخ

### التأسيس
انطلق موقع الطبي في العام 2011 على يد جليل اللبدي من العاصمة الأردنيّة عمّان، بهدف تلبية حاجات المستخدمين العرب للحصول على المعلومة الطبية الصحيحة من مصادرها الموثوقة، إذ اعتمد جليل اللبدي على تطوير فكرة القاموس الطبي العربي الذي أوجده والده الدكتور عبد العزيز اللبدي في العام 2004  إثر عودته من ألمانيا إلى الأردن بعد أن لاحظ حاجة الجماهير العربية إلى مثل هذه المعلومات بلغتها الأم.

### التطوير
وتماشيًا مع الحاجة للوصول إلى أكبر عدد ممكن من الأفراد، طُوِّر مشروع القاموس ليتحول إلى موقع إلكتروني طبي متعدد الخدمات في العام 2010، ثم توسّع ليضيف خدمة الأسئلة والأجوبة الطبية التي تقدّم مجانًا للمرضى الزائرين للموقع والتي يجيب عليها أطباء مختصون وموثوقون عبر منصة الطبي، وكان ذلك في العام 2012. وفيما يخص الاستشارات الطبية، فعّل الموقع في العام 2016  تقديم خدمة الاستشارات الطبية عن بعد، بحيث يمكن للأطباء تقديم الاستشارات الطبية للمرضى بغض النظر عن الموقع الجغرافي والتوقيت.
تعاون الموقع مع وزارة الصحة المصرية، ووزارة الاتصالات وتكنولوجيا المعلومات المصرية ليوفر الاستشارات الطبية الإلكترونية على مدار الساعة في مصر. كذلك، أجرى الطبي حملة عالمية لتقديم المشورات الصحية بالتعاون مع برنامج الأمم المتحدة الإنمائي في مصر، والشركة المصرية للاتصالات، وتستهدف هذه الحملة المرضى في مصر، وخاصة الأشخاص الذين يقطنون في مناطق نائية ويصعب عليهم الوصول إلى الرعاية الصحية المناسبة. أطلق موقع الطبي أيضًا حزمة خاصة للأشخاص المصابين بالأمراض المزمنة، لتقديم الرعاية والمشورة المناسبة لهم، وتحسين نتائج العلاج وذلك بالشراكة مع الجمعية الملكية للتوعية الصحية للوقاية من الأمراض المزمنة. كما تعاون موقع الطبي مع صندوق المرأة في الأردن أيضاً لتوفير الرعاية الصحية للأشخاص الذين يقطنون في مناطق بعيدة عن المرافق الصحية، وخاصة في فترة انتشار وباء كورونا، وذلك لتوفير المشورة الطبية خلال دقائق. واحتفل موقع الطبي في ربيع 2021 بتقديم ثلاثة ملايين مشورة طبية. من جهة أخرى، تعاقد الموقع مع مجموعة من الشركات، لتوفير الاستشارات الطبية، بحيث تم عقد اتفاقية بين موقع الطبي وشركة Reckitt التي تتضمن مجموعة من الماركات العالمية، مثل ماركة ديوركس، وجافسكون، وستريبسلز، ويهدف هذا التعاون إلى زيادة التوعية حول الأمور المتعلقة بالصحة. على سبيل المثال، تمكنت شركة ديوركس من خلال هذه الاتفاقية، من الاستجابة لجميع الاستشارات الطبية المتعلقة بالصحة الجنسية على موقع الطبي من المملكة العربية السعودية ومصر.
وفي ليبيا، تعاون موقع الطبي مع شركة ليبيانا للهاتف المحمول لتقديم المشورة الصحية والمعلومات الطبية لمستخدمي هذه الشبكة، وذلك بتوفير الآلاف من المشورات الطبية يوميًا.

### التمويل والاستثمار
- 2011: أطلق موقع الطبي بتمويل ذاتي من المؤسس وعن طريق التمويل المقدّم من الأصدقاء والأقارب.
- 2015: حصل الطبي على أول استثماراته المقدمة من ميدل إيست فينتشر بارتنرز MEVP  وداش فينتشرز DASH Ventures، وكُرّس هذا الاستثمار لرفع مستوى التفاعل بين الأطباء والمرضى وزيادة عدد الأطباء والمستخدمين في خمس دول عربية وهي السعودية، والإمارات العربية المتحدة، والكويت، والأردن ولبنان.[11]
- 2017: حصل الطبي على جولة تمويل جديدة بقيمة 6.5  مليون دولار أمريكي مقدمة من «شركاء المبادرات في الشرق الأوسط» Middle East Venture Partners و«داش فينتشرز» DASH Ventures، و«تام للاستثمار» TAMM، و«ريمكو»  RIMCO Investments، وصندوق «إنديفور كاتاليست» Endeavor’s Catalyst Fund، ومستثمرين آخرين. وسيستخدم هذا الاستثمار في تطوير حلول صحية متكاملة، واختراق أسواق جديدة، وإثراء المحتوى الطبي الذي يحتويه الموقع.[12]

## الخدمات
في بداية عام 2021، تم إطلاق تطبيق «عيادة الطبي»، أو «الطبي كلينيك» لتقديم الاستشارات الطبية بسهولة ويسر، كما تم إضافة خاصية +Connect على التطبيق لتسهيل التواصل بين الأطباء والمرضى الذين يودون طلب مشورة طبية. يتضمن تطبيق عيادة الطبي أيضاً خاصية الذكاء الاصطناعي التي تمكن التطبيق من تمييز التوصيات المسموعة، ما يساعد الأطباء على إلقاء ملاحظاتهم الطبية بدلاً من كتابتها على التطبيق لتتم كتابتها تلقائيًا.
يتضمن تطبيق الطبي المعتمد على الذكاء الاصطناعي كذلك خاصية قراءة المؤشرات الحيوية من كاميرا الهاتف المحمول أثناء أخذ المشورة الطبية من التطبيق، ويستطيع التطبيق قراءة عدد ضربات القلب، وعدد مرات التنفس، وضغط الدم، ومستوى إشباع الأوكسجين، ومستوى التوتر عن طريق انعكاسات الضوء عن جلد المريض.
كما أطلق موقع الطبي أيضاً تطبيق «الطبي ماما»، والذي يعد الأول من نوعه في العالم العربي، ويعنى بتوفير المعلومات والمشورة الصحية للنساء الحوامل، والأمهات والآباء حول الرعاية الصحية أثناء الحمل وبعد الولادة.
أطلق موقع الطبي «أكاديمية الطبي» بالتعاون مع شركة Primary care international، لتكون بمثابة منصة تدريبية للأطباء لتعزيز معلوماتهم الطبية.
من جهة أخرى، نُشرت عدة أوراق بحثية حضرها فريق موقع الطبي، تطرقت إحداها إلى فائدة الذكاء الاصطناعي في مساعدة الأطباء على اتخاذ القرارات الطبية المناسبة حسب حالة المريض.، كما أجرى فريق البحث العلمي في موقع الطبي بحثًا حول إمكانية تقييم المشورة الطبية المقدمة على الموقع بشكل تلقائي، وذلك اعتماداً على المعلومات المتوفرة عليه.

## إحصائيات
يضم موقع الطبي أكثر من 10000 طبيب معتمد من مختلف التخصصات الطبية ومن مختلف الدول العربية الذين يشاركون في تعزيز خدمة التشخيص الطبي عن بعد وتسهيل توفير خدمات الرعاية الصحية الشاملة للمستخدمين على مدار 24 ساعة.
في عام 2017 تم تسجيل ما يزيد عن 50000 مستخدم لخدمة استشارة الأطباء عبر الهاتف وهي إحدى الخدمات التي يوفرها موقع الطبي، كذلك فقد تم تسجيل أكثر من 10 ملايين زيارة شهرية للموقع.
يحتوي موقع الطبي على ما يقارب 2.2 مليون صفحة ذات محتوى طبي. ويضم موقع الطبي 90 ألف طبيب معتمدًا من مختلف التخصصات الطبية ومن مختلف الدول العربية الذين يشاركون في تعزيز خدمة التشخيص الطبي عن بعد، وتسهيل توفير خدمات الرعاية الصحية الشاملة للمستخدمين على مدار 24 ساعة.
تم تسجيل ما يزيد عن 3.4 مليون مستخدم لخدمة استشارة الأطباء عبر الهاتف شهريًا، وهي إحدى الخدمات التي يوفرها موقع الطبي. يبلغ عدد مستخدمي الموقع 10 ملايين مستخدم، ويبلغ عدد المستخدمين المسجلين على الموقع 4.9 مليون مسجل. كذلك فقد تم تسجيل أكثر من 28 مليون زيارة شهرية للموقع.
وقد سجل موقع الطبي رقماً قياسياً عالمياً لعدد الاستشارات اليومية، إذ يتلقى موقع الطبي طلبًا للاستشارة الطبية كل ثلاث ثوان.

## الجوائز
حصل موقع الطبي على المركز الأول لفئة الصحة الإلكترونية لجائزة المحتوى الإلكتروني العربي لعام 2013 التي نظمتها الجائزة العربية للمحتوى الإلكتروني في مملكة البحرين، وهي جائزة تعنى بتكريم الأعمال المهتمة بإثراء المحتوى الإلكتروني العربي وتندرج تحت مظلة جائزة القمة العالمية (WSA) التي تتبع هيئة الأمم المتحدة.
وفي العام 2020، حاز موقع الطبي على جائزة معهد الشرق الأوسط، والتي تستهدف عادةً الأفراد والمنظمات الملهمة والمبتكرة، والذين يحدثون تغييراً إيجابياً في مجتمعاتهم أو على المستوى العالمي، وذلك لجهود موقع الطبي في مكافحة كورونا. 

## وصلات خارجية
- الموقع الرسمي